# Lotniczy karabin maszynowy Typ 1
Lotniczy karabin maszynowy Typ 1 (karabin maszynowy Typ 100) – japoński podwójnie sprzężony lotniczy karabin maszynowy kalibru 7,92 mm z okresu II wojny światowej.

## Nazwa
Do 1940 roku karabiny maszynowe do kalibru 11 mm używane przez Cesarską Armię Japońską nazywane były kikan juu (dosłownie – „karabin maszynowy”), dalsze oznaczenie, w tym przypadku „Typ 100” oznaczało według kalendarza japońskiego rok wprowadzenia do służby 2600 (1940 według kalendarza gregoriańskiego, w Marynarce rok „zerowy” oznaczany był tylko zerem, ale w Armii używano do tego celu liczy 100). W 1940 wprowadzono nowy system oznaczeń, karabiny maszynowe do kalibru 11 mm otrzymały oznaczenie te będące skrótem od kana teppou (dosłownie „karabin”) oraz shikki – numer kolejny, typ.

## Historia
Karabin został opracowany jak ruchomy, obronny lotniczy karabin maszynowy. Konstrukcja mechanizmu strzelającego była prawie identyczna jak ta zastosowana w czechosłowackim ZB vz. 26 z tym, że wersji japońskiej był to podwójnie sprzężony karabin. Obydwa karabiny, będące lustrzanym odbiciem, były połączone pojedynczą komorą zamkową i zasilane ze 100-nabojowego magazynka siodłowego.
W 1941 roku do służby wszedł karabin maszynowy Ho-103, znany także pod oznaczeniem „karabin maszynowy Typ 1 (stały)” i karabin maszynowy Typ 100 otrzymał nowe oznaczenie (bez jakichkolwiek zmian konstrukcyjnych) „karabin maszynowy Typ 1 (ruchomy)”. Na wszystkich akcesoriach do karabinów Typ 100, takich jak pudełka narzędziowe, na których widniał napis „Typ 100”, cyfry „0” w napisach zostały przekreślone poprzecznymi kreskami.